# Sarah Wewitzer
Sarah Wewitzer ( – 1820) fue una actriz y cantante británica, también conocida posteriormente como Lady Tyrawley en Irlanda.

## Vida
Wewitzer fue bautizada en 1756 por Peter y Ann Wewitzer. Era de ascendencia noruega. Debutó en el teatro en 1772, donde se especializó en las obras de Isaac Bickerstaff. Sus hermanos, especialmente su hermana mayor y su hermano Ralph Wewitzer, también fueron destacados artistas. En 1774 habría cantado en Marylebone Gardens y también habría tenido actuaciones similares antes de 1772. Asimismo, Wewitzer actuó varias veces en el teatro de Smock Alley tras mudarse a Dublín. En 1775 su reputación era mejor que la de la tristemente célebre Ann Catley.
Su prestigio sufrió un ligero revés cuando decidió irse a vivir con James Cuffe, quien por ese entonces era miembro del parlamento por el condado de Mayo y estaba casado, si bien se había separado de su mujer. Wewitzer y Cuffe tuvieron dos hijos juntos, entre ellos a James, un futuro parlamentario. La esposa de James Cuffe falleció en 1808 y Wewitzer adoptó el título de "Lady Tyrawley". Cuffe, por su parte, había sido promovido a barón de Tyrawley en 1797.
Wewitzer falleció el 4 de octubre de 1820 en Ballinrobe.

## Legado
En el cementerio de la iglesia de Ballinrobe hay una lápida que recuerda a Henry Cuffe, fallecido el 25 de agosto de 1811 e hijo de James Cuffe, barón de Tyrawly. En una segunda lápida, situada a cierta distancia de la de Henry, se puede leer el nombre de la Hon. Sarah, baronesa de Tyrawly, fallecida el 4 de octubre de 1820.